# Onychocepon resupinum
Onychocepon resupinum là một loài chân đều trong họ Bopyridae. Loài này được Shiino miêu tả khoa học năm 1936.